# Respirationsfrekvens
Respirationsfrekvens er det antal gange, man trækker vejret pr. minut. Hos voksne typisk omkring 15.[kilde mangler]
Respirationsfrekvensen styres af nerveceller (>>pacemakerceller<<) i den forlængede marv.